# Canteras romanas de Mil Palmeras
Las canteras romanas de Mil Palmeras forman un yacimiento arqueológico que conserva los restos de una explotación de piedra arenisca caliza de la época de la Hispania romana. Se encuentran cerca de la desembocadura del río Seco en Mil Palmeras, pedanía del municipio alicantino de Pilar de la Horadada (España).

## Historia
Entre el siglo I y II a. C. los romanos extrajeron piedras de esta cantera, que también fue utilizada en época medieval y en moderna. Estas se emplearon sobre todo para construir cimientos de edificios, pero también se usaban en la fabricación de piedras de afilar o moler. También se pudieron destinar a la pavimentación de la vía Augusta, que cruzaba Thiar —en el actual término municipal de Pilar de la Horadada—. La zona era un lugar de paso, descanso y comercio situada entre dos grandes enclaves romanos: Ilici (actual Elche) y Carthago Nova (Cartagena).

### Extracción

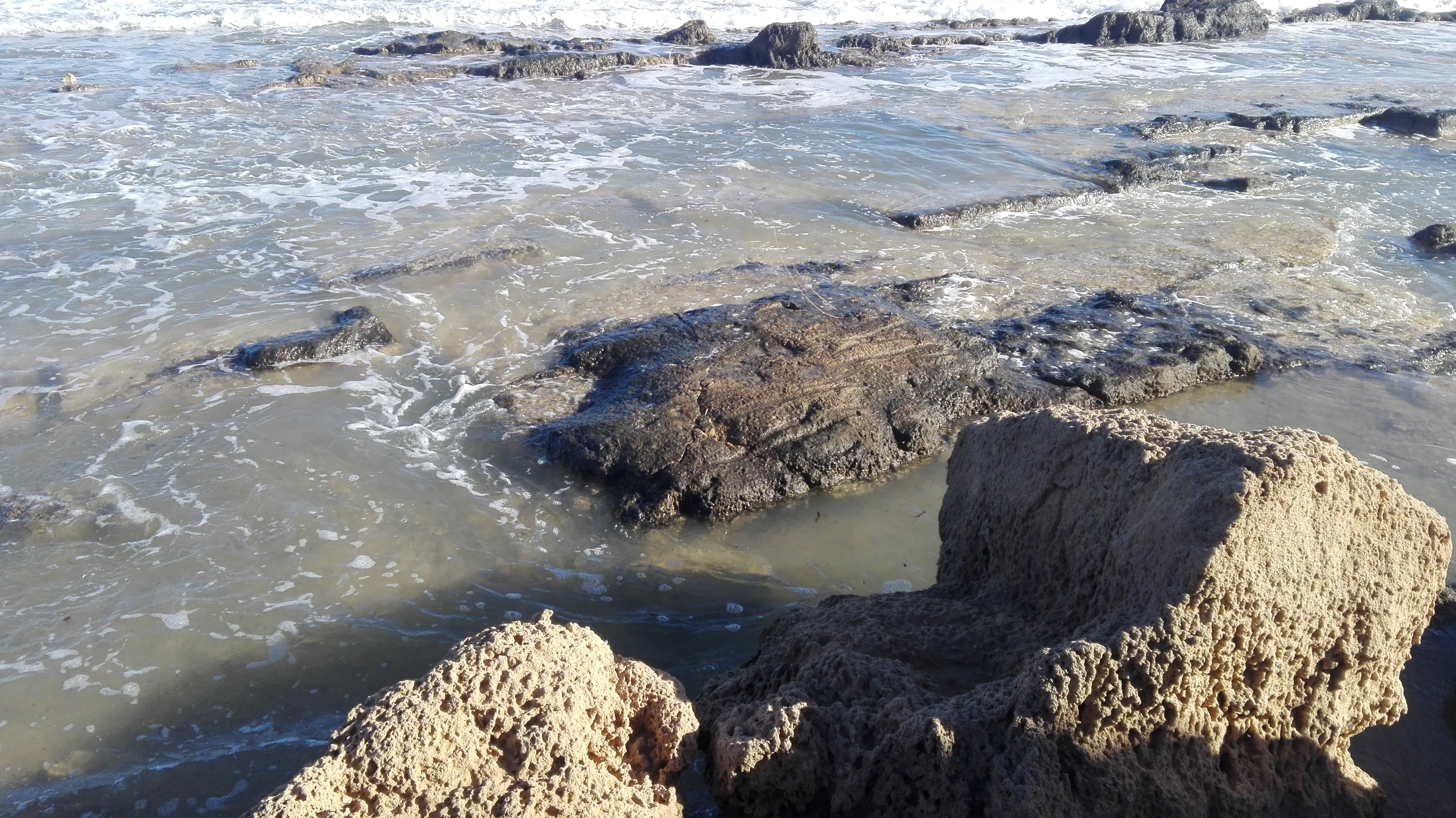
Detalle de los bloques de la cantera, véanse las marcas que dejaron los trabajadores de la piedra.

La cantera es de arenisca caliza, roca caracterizada por no ser muy compacta. Los bloques de piedra dejaron, tras su extracción, huecos que abarcan desde los 1.22 m por 70 cm de anchura a los 4.16 m por 2.15, siendo los más profundos de unos 30 cm. Se conservan hendiduras provocadas por este proceso, con una anchura de entre 6 a 18 cm y una longitud de 72 a 210 cm. En diferentes cavidades se depositaban cuñas de madera dispuestas en línea que, al dilatarse por la humedad, precipitaban que saltara el bloque de arenisca. También se aprecian las marcas de secciones por extraer. El método empleando canales horizontales que seguían la forma del bloque está documentado en Asia Menor, Grecia, Luni y Carintia.

## Descripción
La explotación de piedra yace en la playa de la urbanización de las Mil Palmeras, parte del término municipal de Pilar de la Horadada, paralela a un tramo de costa de sesenta metros y bajo el paseo marítimo. Está dispuesta en largas lascas horizontales, con partes parcialmente hundidas en el mar, lo que complica la delimitación del complejo. A unos 335 m de distancia se ubica la desembocadura de la rambla del río Seco.